# Салијска династија
Салијска династија је била династија немачких владара у позном средњем веку. Такође је позната и под називом Франконска династија јер су њени владари потицали од војвода Франконије. Чланови Салијске династије владали су Светим римским царством од 1024. до 1125. године.

## Историја
Последњи владар Отонске династије, Хенрик II Свети, умро је 1024. године. Великаши су за краља поставили Конрада II (1024-1039), оснивача нове династије. Он се 1027. године крунисао за цара. Конрад је приморао Чешку да призна вазалску позицију према Немачкој. Године 1034. освојио је Арелат. Умро је у епидемији која је избила 1039. године. Хенрик III (1039-1056) је током своје владавине интервенисао у гушењу устанака у Чешкој на страни Казимира Обновитеља, Угарској и Италији. Хенрик IV (1056-1105) на власт је дошао као малолетник, а пунолетство је стекао 1065. године. Током његове владавине формирана је Вендска краљевина Љутића и Бодрића. Године 1075. угушио је устанак феудалаца и наметнуо војводама неограничену краљевску власт.
Сукоб са црквом, тзв. борба за инвеституру, започео је доласком Гргура VII на папску столицу. Гргур је издао спис Dictatus Papae у коме је нагласио божанско порекло цркве и своје право да царевима даје и одузима круну. Хенрик се најпре није обазирао на спис. Са папом је ушао у сукоб када је за миланског надбискупа поставио свог човека. Папа и цар збацили су један другог са положаја. Измирење је извршено на сабору у Аугзбургу 1078. године где се Хенрик лукаво поклонио папи и замолио га за опроштај што овај није смео да одбије. Међутим, папа је убрзо подржао новог претендента на немачки преѕто, Рудолфа Швапског, што доводи до новог сукоба. Године 1080. Хенрик покреће поход на Рим. Осваја га 1084. године и на папску столицу поставља Клемента. Повукао се пред војском Нормана Роберта Гвискара. Нови папа, Урбан II, поново је екскомуницирао Хенрика. Сукоби су накратко заустављени на сабору у Клермону 1095. године где је установљен обавезан Божји мир рати покретања верског рата против неверника. Да би стекао наклоност папе, Хенрик је изјавио да жели покренути поход на Свету земљу. На ту вест великаши су се побунили и на престо поставили његовог сина, Хенрика V (1105-1125). Старији Хенрик умро је следеће године. Хенрик V наставио је са сукобом око инвеституре. Године 1110. ухапсио је папу и приморао га да се одрекне световне власти. Међутим, након пораза Хенрика од феудалаца, папа га је поново екскомуницирао. Сукоб око инвеституре завршен је 1122. године склапањем Вормског конкордата. Победу је однело папство; цар се одрекао права на избор бискупа и опата. Хенрик је умро 1125. године. Са њим је изумрла Франконска династија (1024-1125). На престо је постављен Лотар III, да би од 1137. године, након доласка Конрада III на царски престо, Немачком владала династија Хоенштауфен.

## Цареви Салијске династије
- Конрад II (1024-1039; цар од 1027)
- Хенрик III (1039-1056; цар од 1046)
- Хенрик IV (1056-1106; цар од 1084)
  - Конрад II (1087-1098; краљ Италије као вазал Хенрика IV)
- Хенрик V (1106-1125; цар од 1111)

## Немачки цареви из Салијске династије
- Конрад II
- Хенрик III
- Хенрик IV
- Хенрик V